# Hans von Bernstein
Hans von Bernstein (* 1525 in Bärenstein; † 17. April 1589 in Dresden) war ein kurfürstlich-sächsischer Geheimer Rat in der vergleichbaren Funktion eines Premierministers.

## Leben
Hans von Bernstein stammt aus dem obersächsisch-meißnischen Adelsgeschlecht Bern- oder Bärenstein. Sein Vater war der promovierte Jurist Peter von Bernstein zu Bärenstein im Osterzgebirge († 1531), Hofrat Herzog Georgs von Sachsen. Sein Großvater Hans von Bernstein hatte im Jahre 1501 eigenmächtig die Stadt Bärenstein gegründet, welche vorerst nicht anerkannt wurde und mit der 1506 nach dem Tod des Großvaters die Brüder Christoph, Georg und Peter von Bernstein von Herzog Georg von Sachsen offiziell belehnt worden waren. 
1567 wurde Hans von Bernstein Hofrat Kurfürst Augusts von Sachsen und 1566 Obereinnehmer der kursächsischen Trank- und Landsteuer. 1570 erfolgte seine Ernennung zum Bergrat. Als 1574 der Geheime Rat am Dresdner Hof durch Kurfürst August von Sachsen gegründet wurde, gehörte Bernstein zu dessen führenden Mitgliedern. Auch unter Kurfürst Christian I. nahm er diese Funktion wahr und war wesentlich daran beteiligt, dass in seinem Sterbejahr 1589 der Geheime Rat mit der Landesregierung vereinigt wurde. 1578 war ihm zusätzlich die Oberaufsicht über die Kammer und Renterei Kursachsens übertragen worden.
Auf seinen Vorschlag hin wurden 1586 die zwei Kammerräte Christian Hans von Bernstein und Otto von Dieskau speziell zur Neuordnung und Regulierung finanzieller Belange eingesetzt, von denen Bernstein vorrangig für die kursächsische Bergverwaltung zuständig war.

## Familie
1543 heiratete Hans von Bernstein Agnes von Maltitz zu Windisch-Bohra († um 1580). Mit ihr hatte er sieben Söhne und acht Töchter.
In der Stadtkirche von Bärenstein befindet sich das Grabmal der Eheleute von Bernstein, das um 1590 in einer Freiberger Bildhauerwerkstatt geschaffen worden ist.